# Marc Oudenhoven
Marc Oudenhoven (Venray, 6 mei 1965) is een Nederlands politicus.
Oudenhoven werkte bij diverse oliemaatschappijen totdat hij in 2007 zijn eigen oliehandel Mar-Oil oprichtte.
Hij werd in 1998 actief in de lokale politiek van Boxmeer en werd raadslid namens de lokale partij VDB/LO. Afgezien van een onderbreking in de jaren 2002-2006 bleef hij hier raadslid tot het opheffen van de gemeente in 2022. Van 2002 tot 2004 diende Oudenhoven als wethouder in Boxmeer. Namens Liberaal Land van Cuijk werd hij in 2022 raadslid in de nieuwe fusiegemeente Land van Cuijk.
Eind 2022 werd Oudenhoven gekozen als lijsttrekker voor Lokaal Brabant bij de Provinciale Statenverkiezingen van 2023.
Sinds 8 september 2023 is Oudenhoven gedeputeerde van de provincie Noord-Brabant. Zijn portefeuille is Agrarische Ontwikkeling, Bestuurlijke Samenwerking en Vitaal Platteland.